# Strandmal
Strandmal eller bara mal kan syfta antingen på grovt strandgrus som slipats av vågor, eller en plats i ett strandområde som är täckt med sådant grus.